# Pawło Wacyk
Pawło Wacyk, pseud. Prut (ur. 17 lipca 1917 w Zaricziu koło Nadwórnej, zm. 1 marca 1946 koło wsi Pacykiw w obwodzie iwanofrankowskim) – ukraiński dowódca wojskowy, pułkownik UPA.
Członek UNS od jej powstania. Był doradcą dowódcy OT „Czornyj Lis” Wasyla Andrusiaka, potem dowódcą sotni w kureniu „Pidkarpatia”, następnie dowódcą kurenia „Pidkarpatia”, wchodzącego w skład zahinu „Rizuna”. Jego kureń, przybyły z USRR, w latach 1945–1946 walczył w Bieszczadach.
Na początku 2007 w jego rodzinnej wsi odsłonięto jego pomnik.